# Saint-Martin-l'Hortier

Saint-Martin-l'Hortier este o comună în departamentul Seine-Maritime, Franța. În 1 ianuarie 2022 avea o populație de 272 de locuitori.